# Messelornithidae
Messelornithidae — викопна родина журавлеподібних птахів, що існувала в палеогені в Європі та Північній Америці. Викопні рештки представників родини знайдені в Німеччині, Данії, Франції та США.

## Опис
Це були невеликі навколоводні птахи, завдовжки до 30 см. Ногі довгі. Крила короткі, це вказує на те, що птах був поганим літуном. На голові у деяких видів був роговий гребінь. Дзьоб короткий і міцний, ледь зігнутий на кінці. Хвіст довгий.

## Філогенія
Вважається, що найближчими родичами Messelornithidae є пастушкові (Rallidae) та лапчастоногові (Heliornithidae).

## Роди
- Itardiornis
- Messelornis
- Pellornis
- Walbeckornis